# Пупков Михайло Олексійович
Михайло Олексійович Пупков (рос. Михаил Алексеевич Пупков; 18 серпня 1922, Болотне — 23 травня 2007, Київ) — радянський офіцер, Герой Радянського Союзу, в роки радянсько-німецької війни командир стрілецького батальйону 184-го гвардійського стрілецького полку 62-ї гвардійської стрілецької дивізії 4-ї гвардійської армії 3-го Українського фронту, гвардії капітан.

## Біографія
Народився 18 серпня 1922 року в селищі Болотне (нині місто Новосибірської області), в сім'ї селянина. Росіянин. Член ВКП(б) з 1944 року. Закінчив неповну середню школу, працював на взуттєвій фабриці в Алма-Аті.
У листопаді 1941 року призваний до лав Червоної Армії. У 1942 році закінчив Орловське військове піхотне училище. У боях радянсько-німецької війни з липня 1942 року. Перший бій М. О. Пупкова трапився під Харковом, там же спіткало його і перше поранення. Потім стрілецьку дивізію, в якій він служив, закинули в Сталінград. У жовтні — нове поранення. Після лікування — знову в дію. У 1943 році закінчив курси «Постріл». Коли при форсуванні Дніпра загинув командир роти, М. О. Пупков прийняв командування ротою на себе. З нею брав участь у Корсунь-Шевченківської операції, а незабаром в званні лейтенанта був призначений командиром батальйону. З цим батальйоном дійшов до кінця війни.
У квітні 1945 року гвардії капітан М. О. Пупков вміло організував вуличні бої в місті Відні (Австрія), а також форсування Дунайського каналу. Його батальйон у числі перших вийшов до Дунаю. 8 квітня 1945 року зі своїм батальйоном сміливо атакував колону ворожих військ і завдав противникові великих втрат.
Указом Президії Верховної Ради СРСР від 28 квітня 1945 року за зразкове виконання бойових завдань командування і проявлені при цьому мужність і героїзм гвардії капітану Михайлу Олексійовичу Пупкову присвоєно звання Героя Радянського Союзу з врученням ордена Леніна і медалі «Золота Зірка» (№ 7492).

Могила Михайла Пупкова

Після закінчення війни продовжував службу в армії. У 1959 році закінчив Військову академію імені М. В. Фрунзе. З 1974 року полковник М. О. Пупков — в запасі. Жив у Києві. Працював у тресті «Проектстальконструкція». Помер 23 травня 2007 року. Похований на Міському кладовищі «Берківці».

## Нагороди
Нагороджений орденом Леніна, орденами Олександра Невського, Вітчизняної війни 1-го та 2-го ступеня, Червоної Зірки, медалями.